# Spatangoida
De Spatangoida of hartvormige zee-egels vormen een orde in de infraklasse Irregularia van de zee-egels (Echinoidea).

## Morfologie
De hartvormige zee-egels hebben een ovaal tot eirond lichaam. Door een inbochting aan één zijde is het lichaam hartvormig. De dieren graven zich diep in met behulp van de beweeglijke stekels.
De mond is schepvormig en neemt bodemmateriaal (dood en levend) op en verteert hieruit de organische bestanddelen. Zoals bij alle Irregularia ontbreekt de lantaarn van Aristoteles. De skeletplaatjes waar de buisvoetjes van het watervaatstelsel doorsteken, vormen met elkaar op de bovenzijde een bloemfiguur.

## Leefmilieu
Soorten uit deze orde leven verborgen in zacht substraat. Sommige, zoals de zeeklit (Echinocardium cordatum), bouwen zelfs een hol. De diepte en de structuur van het hol variëren van soort tot soort. De wand wordt versterkt met het door gespecialiseerde stekels (clavulae) afgescheiden slijm en oude, afgebroken stekels.

## Voedsel
Deze zee-egels voeden zich door grote hoeveelheden substraat op te nemen, waarvan ze de organische delen afschrapen. Bij de soorten die in een hol wonen, worden afzettingen van het oppervlak van het hol afgegraven.

## Ademhaling
De dierten creëren een waterstroom langs hun lichaam, waarvan de belangrijkste rol de ademhaling is. De stroom wordt aangevoerd door de stekels die in nauwe rijen gegroepeerd staan.
Holenbouwende soorten bezitten een adempijp die boven het sediment uitsteekt.

## Indeling volgens Kroh & Smith (2010)
- Onderorde Brissidina
  - Superfamilie Spatangoidea Gray, 1825
    - Eupatagidae Lambert, 1905
    - Eurypatagidae Kroh, 2007
    - Loveniidae Lambert, 1905
    - Macropneustidae Lambert, 1905
    - Maretiidae Lambert, 1905
    - Megapneustidae Fourtau, 1905 †
    - Spatangidae Gray, 1825

niet in een superfamilie geplaatst
  - Antillasteridae Lambert, 1924 †
  - Asterostomatidae Pictet, 1857
  - Brissidae Gray, 1855
  - Palaeotropidae Lambert, 1896
- Onderorde Micrasterina
  - Aeropsidae Lambert, 1896
  - Micrasteridae Lambert, 1920
  - Ovulasteridae Lambert, 1896 †
  - Plesiasteridae Lambert, 1920 †
- Onderorde Paleopneustina
  - Superfamilie Paleopneustoidea A. Agassiz, 1904
    - Paleopneustidae A. Agassiz, 1904
    - Pericosmidae Lambert, 1905

niet in een superfamilie geplaatst
  - Periasteridae Lambert, 1920 †
  - Prenasteridae Lambert, 1905
  - Schizasteridae Lambert, 1905
  - Unifasciidae Cooke, 1959 †

niet in een onderorde geplaatst
- Palaeostomatidae Lovén, 1868
- Hemiasteridae H. L. Clark, 1917
- Somaliasteridae Wagner & Durham, 1966 †
- Toxasteridae Lambert, 1920 †